# Камоликов, Дмитрий Тимофеевич
Дмитрий Тимофеевич Камоликов (1923—1977) — советский военнослужащий — участник Великой Отечественной войны, Герой Советского Союза (24.03.1945). Гвардии сержант.

## Биография
Дмитрий Камоликов родился в 1923 году в селе Богословка (ныне с. Боровое) Семипалатинского уезда Семипалатинской губернии Казакской АССР (ныне —  Восточно-Казахстанской области Казахстана). Жил в Алтайском крае, в селе Локоть Локтевского района, оттуда был призван в ряды красной Армии. Бюст Дмитрия Тимофеевича в числе шести локтевцев - Героев Советского Союза -  установлен на Мемориальном комплексе в городе Горняке (ныне районном центре Локтевского района Алтайского края) Окончил семилетнюю школу и школу фабрично-заводского ученичества, после чего работал токарем на заводе.
В феврале 1942 года Камоликов был призван на службу в Рабоче-крестьянской Красной АрмииРабоче-крестьянскую Красную Армию. С марта того же года — на фронтах Великой Отечественной войны. В боях три раза был ранен. К ноябрю 1944 года гвардии сержант Дмитрий Камоликов командовал отделением 3-го гвардейского воздушно-десантного полка 1-й гвардейской воздушно-десантной дивизии 57-го стрелкового корпуса 53-й армии 2-го Украинского фронта. Отличился во время Будапештской операции.
В ночь с 4 на 5 ноября 1944 года отделение Камоликова переправилось через реку Тиса в районе населённого пункта Тисаселлеш в семи километрах к югу от Тисафюреда. Когда его лодка затонула от разрыва снаряда, он был вынужден добираться до берега вплавь в ледяной воде. На берегу Камоликов ворвался в немецкую траншею и уничтожил пулемётный расчёт. В боях за плацдарм Камоликов участвовал в отражении двенадцати контратак венгерско-немецких войск, три раза участвовал в рукопашных схватках. Во время отражения одной из контратак противника он выдвинулся с пулемётом вперёд и огнём заставил отойти венгерский взвод. В дальнейшем во время форсирования Малой Тисы Камоликов принял активное участие в боях за плацдарм в районе села Шаруд, в которых 70 солдат и офицеров противника попали в плен. В одном из тех боёв Камоликов получил тяжёлое ранение и был отправлен в госпиталь.
Указом Президиума Верховного Совета СССР от 24 марта 1945 года за «образцовое выполнение боевых заданий командования на фронте борьбы с немецкими захватчиками и проявленные при этом отвагу и геройство» гвардии сержант Дмитрий Камоликов был удостоен высокого звания Героя Советского Союза с вручением ордена Ленина и медали «Золотая Звезда» за номером 9124.
В 1945 году Камоликов был демобилизован. Первоначально проживал в Новосибирске, где окончил Новосибирский строительный техникум и работал мастером и инженером-конструктором завода «Тяжстанкогидропресс». С 1967 года проживал в городе Белая Церковь Киевской области Украинской ССР, где работал на заводе «Электроконденсатор». Умер 16 апреля 1977 года.
Был также награждён рядом медалей.
Бюст Героя установлен в городе Горняк Алтайского края.